# Hydromagnesit
Hydromagnesit là một khoáng vật cacbonat magnesi ngậm nước có công thức hóa học Mg5(CO3)4(OH)2·4H2O. 
Khoáng vật này thường xuất hiện cộng sinh với các sản phẩm phong hóa của các khoáng vật chứ magnesi như serpentin hoặc brucit. Nó xuất hiện ở dạng lớp áo cứng và mạch hoặc lấp đầy trong các khe nứt trong các đá siêu mafic và serpentinit. Nó có mặt trong các đá dolomit và đá hoa bị biến đổi nhiệt dịch. Nó thường có mặt trong các hốc ở dạng speleothem và "moonmilk", tích tụ từ nước thấm qua các đá giàu magnesi. Nó là dạng cacbonat hốc phổ biến nhất sau canxit và aragonit. Nó bị phân tách nhiệt, trong khoảng 220 °C đến 550 °C, giải phóng nước và cacbon dioxide để lại magnesi oxide.
Nó được miêu tả đầu tiên năm 1836 từ một mẫu ở Hoboken, quận Hudson, New Jersey.
Stromatolit trong hồ nước ngọt (Salda Gölü) có tính kiềm (pH lớn hơn 9) ở miền nam Thổ Nhĩ Kỳ được cấu tạo từ hydromagnesit kết tủa từ diatom và cyanobacteria.